# Krušvar
Krušvar falu Horvátországban Split-Dalmácia megyében. Közigazgatásilag Dicmo községhez tartozik.

## Fekvése
Splittől légvonalban 20, közúton 26 km-re északkeletre, Sinjtől 17 km-re délre, községközpontjától 7 km-re délkeletre, a dalmát Zagora területén fekszik.

## Története
A török korban ez a terület a szpáhik tímárbirtokához tartozott és az Aržano nevet viselte. A moreiai háború után az 1699-es karlócai béke a területet a Velencei Köztársaságnak adta, mely néhány évvel korábban már elfoglalta azt. A háború után egy csekély népesség kivételével az egész terület pusztasággá vált. A 18. század elején a hercegovinai duvnoi mező vidékéről új lakosságot telepítettek be. Az új keresztény lakosság egészen 1752-ig az egységes dicmoi plébániához tartozott. Amikor 1709-ben Cupilli érsek meglátogatta a plébániát Krušvarra is ellátogatott, ahol az itteni bandérium vezére Anton Bilandžić harambasa fogadta és arra kérte, hogy az itteni temető területén engedélyezze egy templom felépítését, mivel a dicmoi Szent Jakab-plébániatemplom nagyon távol esett. Emiatt a halottakért celebrált misét sokszor a szabad ég alatt kellett mondani. Az érsek azzal feltétellel adta meg az engedélyt, hogy a templom a dicmoi plébánia filiája lesz. Az érsek következő, 1718-as egyházlátogatásakor már állt az új Keresztelő Szent János-templom. 1752-ben megalapították a dicmo gornjei plébániát, melynek székhelye Krušvar lett. Az új plébánia szolgálatát 1858-ig a ferences atyák végezték. A velencei uralomnak 1797-ben vége szakadt és osztrák csapatok vonultak be a Dalmáciába. 1806-ban az osztrákokat legyőző franciák uralma alá került, de Napóleon lipcsei veresége után 1813-ban újra az osztrákoké lett. 1857-ben 548, 1910-ben 744 lakosa volt. 1918-ban az új szerb-horvát-szlovén állam, majd később Jugoszlávia része lett. A második világháború idején a Független Horvát Állam része lett, de lakói a partizánok oldalán harcoltak. 1991 óta a független Horvátországhoz tartozik. 2011-ben a településnek 490 lakosa volt.

## Lakosság
| Lakosság változása | Lakosság változása | Lakosság változása | Lakosság változása | Lakosság változása | Lakosság változása | Lakosság változása | Lakosság változása | Lakosság változása | Lakosság változása | Lakosság változása | Lakosság változása | Lakosság változása | Lakosság változása | Lakosság változása | Lakosság változása |
| ------------------ | ------------------ | ------------------ | ------------------ | ------------------ | ------------------ | ------------------ | ------------------ | ------------------ | ------------------ | ------------------ | ------------------ | ------------------ | ------------------ | ------------------ | ------------------ |
| 1857               | 1869               | 1880               | 1890               | 1900               | 1910               | 1921               | 1931               | 1948               | 1953               | 1961               | 1971               | 1981               | 1991               | 2001               | 2011               |
| 548                | 597                | 553                | 667                | 762                | 744                | 769                | 832                | 793                | 822                | 841                | 750                | 685                | 476                | 481                | 490                |

## Nevezetességei
Keresztelő Szent János tiszteletére szentelt római katolikus plébániatemploma a temetőben áll. A mai templom a 18. század elején épített régi templom helyén épült 1752-ben helyi faragott kövekből. Hosszúsága tizenhat, szélessége hat és fél méter, magassága öt méter. Egyhajós épület négyszögletes apszissal. A homlokzat feletti harangtoronyban három harang található. Az apszis oldalfalain szűk, félköríves ablakok láthatók ugyanilyen, de nagyobb ablakok találhatók a hajó oldalfalain. A templomot 1980-ban teljesen felújították. Ennek során új tetőfedést kapott, kicserélték a régi, nedves belső vakolatot, új kórust építettek, új padokat helyeztek el, kívül pedig a kőtömböket cementtel öntötték ki. A homlokzaton a bejárat mellett két szűk ablak, felette pedig Keresztelő Szent János fehér kőből faragott domborműve látható. A harangtorony alatt kis rozetta található. A felújításig a templomnak két oltára volt. A főoltár Keresztelő Szent Jánosnak, a márvány mellékoltár Szűz Máriának volt szentelve rajta a Boldogasszony szobrával. A felújítást követően a templom egy új szembemiséző oltárt és a Szűz Mária oltárral szemben egy új Jézus Szíve oltárt kapott.